# 勞倫斯堡章克申 (印地安納州)
勞倫斯堡章克申（英語：Lawrenceburg Junction）是位於美國印地安納州迪爾伯恩縣的一個非建制地區。該地的面積和人口皆未知。

## 地理
勞倫斯堡章克申的座標為39°07′30″N 84°50′33″W / 39.12500°N 84.84250°W，而該地的平均海拔高度為150米（即492英尺）。